# Jule Brand
Jule Brand (Germersheim, 16 de outubro de 2002) é uma futebolista alemã que atua como atacante. Atualmente joga pelo VfL Wolfsburg.

## Carreira
Brand jogou em times masculinos no FV Dudenhofen e JSG JFV Ganerb antes de subir para o departamento juvenil do TSG 1899 Hoffenheim através dos juniores do FC Speyer 09 no inverno de 2018. Lá, ela jogou no Sub-17 e depois no Sub-20 na 2ª Bundesliga. Após 37 jogos da liga, ela subiu para o primeiro time em 2020. Na temporada 2020/21 da Bundesliga, ela terminou em terceiro com o TSG Hoffenheim. Na Liga dos Campeões 2021/22, ela se classificou com o Hoffenheim para a primeira fase de grupos. Aqui eles terminaram em terceiro em seu grupo. Brand foi usada em nove jogos e marcou três gols. Brand ingressou no VfL Wolfsburg no verão de 2022. Em maio de 2023, ela venceu a DFB-Pokal Frauen.
Em abril de 2021, depois que Melanie Leupolz e Klara Bühl tiveram que perder os jogos contra a Austrália e a Noruega devido a problemas musculares e pequenas lesões, ela foi convocada para os dois jogos da seleção principal. Em 10 de abril, contra a Austrália, ela entrou como substituta de Tabea Waßmuth aos 60 minutos. Dois minutos depois, ela conseguiu vencer Clare Polkinghorne em um duelo de corrida e marcou seu primeiro gol internacional, antes de dar assistência para o quarto gol marcado por Laura Freigang aos 65 minutos. Na qualificação para a Copa do Mundo de 2023, ela jogou em todos os seis jogos e marcou três gols nos jogos contra Israel e Turquia. Para a Euro 2022 na Inglaterra, ela foi convocada para o elenco pela técnica nacional Martina Voss-Tecklenburg.

## Títulos
VfL Wolfsburg
- DFB-Pokal Frauen: 2022–23, 2023–24

Alemanha
- Jogos Olímpicos: 2024 (medalha de bronze)